# زيلا (أبرشية)

أفريقيا البروقنصلية (125 م)

أبرشية زيلا هي أبرشية للكنيسة الكاثوليكية الرومانية.
تقع أبرشية زيلا في تونس اليوم.
خلال الإمبراطورية الرومانية، تواجدت الأبرشية في بلدة رومانية في مقاطعة بيزاسينا الرومانية. خلال العصور القديمة المتأخرة، كان لدى المدينة كلاً من جماعة الدوناتية والكاثوليكية. أرسل هذان الاثنان أساقفة إلى مؤتمر قرطاج عام 411.
واليوم، لازالت زيلا بصفتها أسقفا فاخرا، وأنجيلو أسيربي هو رئيس الأساقفة الحالي، وهو الذي كان ضمن فرسان مالطة العسكريين.

## الأساقفة المعروفون
- دونازيانو (fl411)
- ناتاليكو (فلوريدا 411) (أسقف دوناتي)
- فرانز برازيس (1964-1967)
- سيزار زاكشي (1967–1974)
- أنجيلو أسيربي (1974)